# Diapontia (arácnido)
Diapontia es un género de arañas araneomorfas de la familia Lycosidae. Se encuentra en Sudamérica

## Lista de especies
Según The World Spider Catalog 20.0:
- Diapontia anfibia (Zapfe-Mann, 1979)
- Diapontia arapensis (Strand, 1908)
- Diapontia calama Piacentini, Scioscia, Carbajal, Ott, Brescovit & Ramírez, 2017
- Diapontia chamberlini Piacentini, Scioscia, Carbajal, Ott, Brescovit & Ramírez, 2017
- Diapontia niveovittata Mello-Leitão, 1945
- Diapontia oxapampa Piacentini, Scioscia, Carbajal, Ott, Brescovit & Ramírez, 2017
- Diapontia securifera (Tullgren, 1905)
- Diapontia songotal Piacentini, Scioscia, Carbajal, Ott, Brescovit & Ramírez, 2017
- Diapontia uruguayensis Keyserling, 1877